# Le Temple-de-Bretagne
Le Temple-de-Bretagne is een gemeente in het Franse departement Loire-Atlantique (regio Pays de la Loire). De plaats maakt deel uit van het arrondissement Nantes. Le Temple-de-Bretagne telde op 1 januari 2022 2.005 inwoners.

## Geografie
De oppervlakte van Le Temple-de-Bretagne bedroeg op 1 januari 2022 1,6 vierkante kilometer; de bevolkingsdichtheid was toen 1.253,1 inwoners per km².

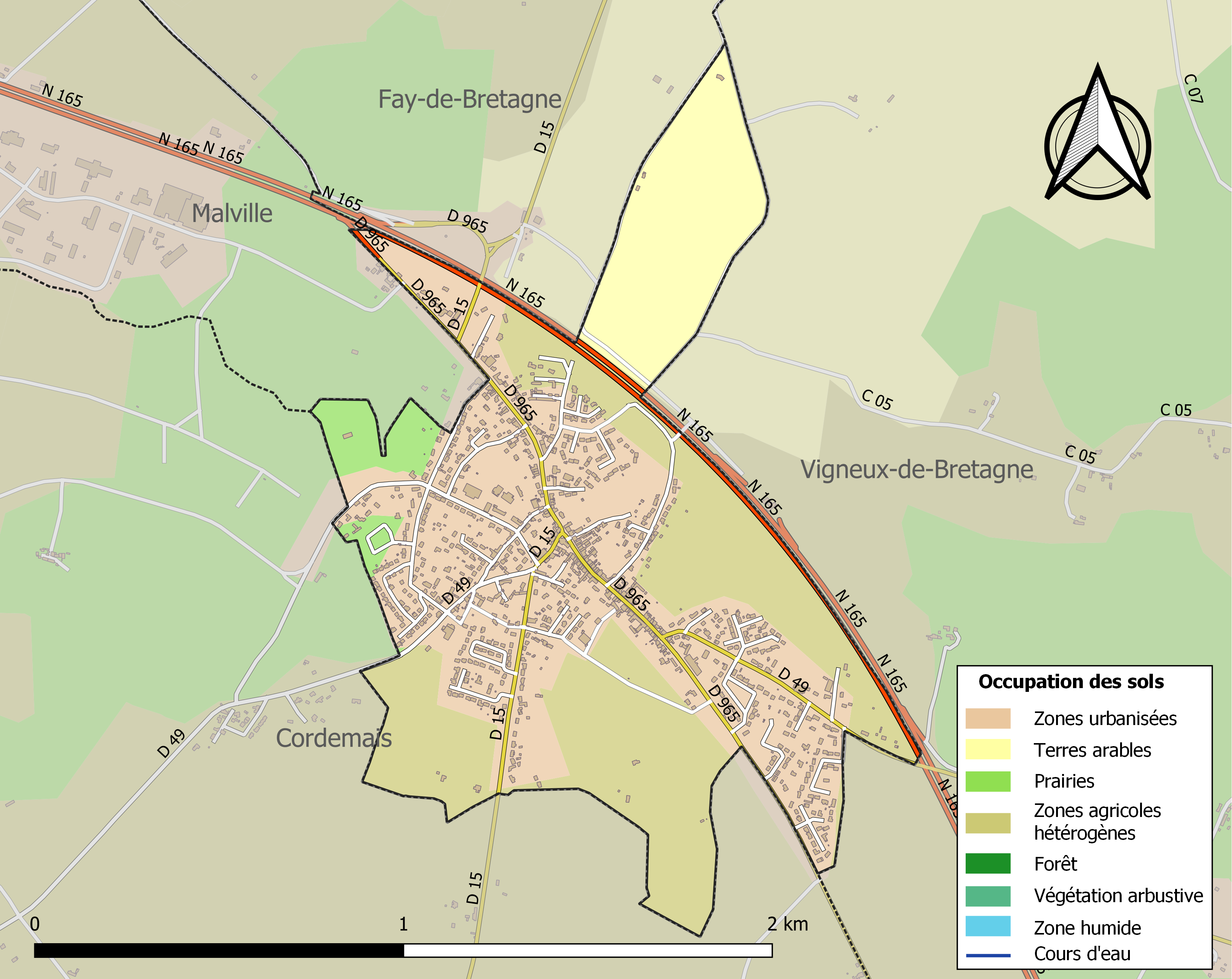
Kaart van de gemeente met de belangrijkste infrastructuur, bodemgebruik en omliggende gemeenten

## Demografie
Onderstaande figuur toont het verloop van het inwonertal (bron: INSEE-tellingen).